# اینفلیتون
اینفِلِیتون (به انگلیسی: Inflaton)، یک میدان اسکالر فرضی است که تصور می‌شود باعث و بانی پدیده تورم کیهانی باشند. انتظار می‌رود ذرات کوانتیزه مشابه میدان‌های کوانتومی دیگر باشند. این میدان برای ذرات سازوکاری را فراهم که در مدت زمان کوتاه انبساط جهان، بتوانند جهان ما را بسازند.
مراحل کار میدان اینفلیتون برای شروع تورم کیهانی:
۱- پیش از تورم کیهانی انرژی اش بیش از محدوده انرژی ایده‌آل بود
۲-نوسانات کوانتومی تصادفی باعث انتشار انرژی میدان اینفلیتون به صورت ماده و تابش شد.
۳-این حرکت باعث به وجود آمدن یک نیروی دافعه شد.
حالت پایه میدان اینفلیتون، می‌تواند صفر نباشد.